# Битка при Одрин (1205)
Вижте пояснителната страница за други значения на Битка при Одрин.
Битката при Адрианопол от 14 април 1205 г. е сблъсък между българска армия, водена от цар Калоян, и кръстоносци от Латинската империя, начело с император Балдуин I. Тя е спечелена от българите след успешна засада.
В битката цар Калоян разгромява рицарите и пленява императора им, който е затворен на върха на една кула в крепостта Царевец. Около 300 рицари са убити, а император Балдуин по-късно умира в плен.

## Предистория
Поради финансови затруднения и по предложение на венецианския дож Енрико Дандоло, Четвъртият кръстоносен поход се отклонява от пътя си към Палестина. На 12-13 април 1204 г. е превзета византийската столица Константинопол. Унищожени и разграбени са множество културни и материални ценности – светини, мощи, чудотворни икони, ръкописи, архиви, утвари, произведения на изкуството, тонове злато и скъпоценности. Градът е опожарен, като изцяло се изпепеляват близо 2/3 от него. Разгромена е столицата на православното християнство, която в продължение на 9 века устоява на десетки обсади на друговерци.
Превземането на Константинопол се счита за отправна точка в създаването на Латинската империя, която контролира голяма част от териториите на бившата Византийска империя – Тракия, Южна Македония, Епир, Тесалия, Средна и Южна Гърция. Почти по същото време цар Калоян привършва успешно преговорите с папа Инокентий III и българският владетел придобива титлата рекс, т.е. крал, а българският архиепископ е провъзгласен за примас – титла, равнозначна на патриарх.
Въпреки привидно добрите отношения на Калоян с новите западноевропейски завоеватели, латините веднага след установяването си в Константинопол предявяват териториални претенции към българските земи. Техните рицарски отряди започват често да преминават границата и да подлагат на грабеж българските селища. Това убеждава Калоян, че съюз с латините не е възможен и е необходимо да потърси съдействие от византийските градове в Тракия, които все още не са превзети от рицарите. През зимата на 1204 – 1205 г. пратеници на гръцките аристократи посещават Калоян и доскорошните врагове се съюзяват за съвместни действия срещу латините. През пролетта на 1205 г. въстават първо Димотика, Адрианопол и скоро след това цяла Тракия. Разтревожени, кръстоносците решават да предприемат по-сериозни военни действия срещу въстаниците и техните съюзници – българите. Император Балдуин потегля с войските си на север и към края на март обсажда Адрианопол.

## Обсада на Одрин
Латините не се решават на открит щурм на крепостта, а я подлагат на продължителна обсада, за да изтощят противника. Те разполагат около нея обсадни машини и започват систематично да я обстрелват. Копаят се минни галерии за подкопаване на стените.
Основните сили на кръстоносците устрояват укрепен лагер близо до града. Пред отделните врати на градските стени се разполагат на лагер отделни части – венецианците начело с Енрико Дандоло са пред една от вратите, а контингент рицари на Манасие дьо Лил пред друга врата.
Изпълнявайки съюзническите си задължения, Калоян пристига с войската си, която според френския рицар и летописец Жофроа дйо Вилардуен наброява около 54 хиляди души. Целта му била да принуди кръстоносците да вдигнат обсадата над Адрианопол, разполагайки се на 20 – 25 km североизточно от града. Това станало веднага след Великден, 10 април 1205 г.
В мемоарите си латинският маршал Жофроа дьо Вилардуен пише, че лагерът на Йоаница бил на 5 левги (на френски: lieue) от латинския лагер, а това прави от 16 km до 22,2 km или повече, в зависимост от това коя точно левга използва маршалът.

## Място на битката
Мнозина изследователи поставят мястото на битката северно от Адрианопол и близо до крепостта Вукелон, но няма преки данни за това. Според Никита Хониат, в деня преди битката, цар Калоян подбрал мястото на засадата по следния начин: „След това Йоан със своята войска се скри в долове, навлезе в пропасти и през стръмни места се промъкна на едни височини, грижейки се противниците да не разберат, че е там.“ В други преписи се чете: „... се скри през теснините в потулени и гористи места“. Подмамени от куманската конница, рицарите я преследвали поне 2 левги преди да стигнат мястото на засадата, а това прави от 7 до 9 km, в зависимост коя френска левга се използва от Вилардуен. 
Според монаха Алберик мястото на битката било в „изобилстващи с вода блата“. Северно от Адрианопол се намират хълмовете на Сакар и Дервентските възвишения, Странджа, разположени от двете страни на р. Тунджа, докато на изток одринското поле е равно и няма нито „теснини“, нито „потулени и гористи места“.
Най-често посочваното като предполагаемо място на битката е северно от Одрин, при меандрите на р. Тунджа южно от Сакар и Дервентските възвишения.

## Противникови сили

### Войски на цар Калоян
Според френския рицар и летописец Жофроа дьо Вилардуен, войската на Калоян наброява около 54 хиляди души общо.
В състава на българската армия освен български войски, са включени и кумански отряди от лека конница и конни стрелци, тъй като по това време куманите са съюзници или наемници на Калоян. Самият цар Калоян е женен за куманската принцеса Анна. Вилардуен ги посочва като 14 000 кумани, които „...не били кръстени...“. Тяхната конница играе важна роля в хода на битката.
Останалите войски били „власи и българи“ на брой 40 000.

### Войски на Латинската империя и Венеция
Общо войските на латините под стените на Адрианопол наброяват 300 рицари, известен брой конни сержанти и пехота (вероятно не повече от 1000 – 1500 д.) и венецианските сили, броящи според изворите също толкова, т.е. кръстоносната армия е наброявала общо ок. 3 – 4 хил. души. Не е ясно точно каква част от латинските сили взема участие в битката и каква част остава в лагера и пред вратите на Адрианопол.
Вилардуен посочва, че по-голямата част от рицарите, всеки със своя отряд, както и всички венецианци, настъпват след куманите и попадат в устроената им от българите засада. Посочват се имената на някои изявени рицари, взели участие в битката: император Балдуин, граф Луи дьо Блоа, епископ Петер от Витлеем, Етиен дьо Перш, Рено дьо Монмирай, Матей дьо Валинкур, Робер дьо Ронсоа, Жан дьо Фрез, Валтер дьо Нйойи, Фери дьо Йеррес, Жан дьо Йеррес, Юстас дьо Юмонт, Жан дьо Юмонт, Болдуин дьо Нйойи, граф Жерар от Ломбардия, Одо дьо Хам, Жан дьо Мазерол и др. Според Вилардуен в битката взема участие целият контингент на венецианците, начело със самия дож Енрико Дандоло.

### Сили на гърците от Адрианопол и Тракия
Маршал Вилардуен пише, че в Адрианопол били съсредоточени въстаналите ромеи от Източна Тракия, които преди това воювали с латинските гарнизони чак до Аркадиопол. След събирането на по-сериозни латински войски в Константинопол и тяхното настъпление, всички гръцки сили се скрили зад стените на Адрианопол, където били подложени на обсада. Те не вземат участие в битката, нито правят излаз, а остават блокирани от силите на маршал Вилардуен и рицаря Манайсий дьо Л'Ил.

## Ход на битката
Битката се води в два последователни дни в седмицата след Великден, когато войските на Калоян се опитват да отклонят латинската армия от обсадата на Адрианопол.

### Схватка с куманите (сряда, 13 април 1205 г.)
На 13 април Калоян изпраща куманските конници на разузнаване и пробна атака срещу рицарите. Куманите изненадващо нападат лагера на Балдуин и рицарите с ярост се нахвърлят върху нападателите, които веднага се оттеглят в привидно бягство. Започва дълго преследване, с което Калоян успява да подмами голяма част от рицарите да напуснат лагера си. Тогава внезапно куманите се обръщат назад и започват да обстрелват със стрели латините, които понасят тежки загуби – убити и ранени са много хора и бойни коне. Осъзнали своята безразсъдност, рицарите решават да чакат нападението на българите и да не напускат завзетите позиции. Решението на Балдуин е да започне битката едва след като всички рицари, оръженосци и войските им се подготвят подобаващо за сражение. Планът на Балдуин е това да стане след наближаващия Великден.
Калоян подготвя засада, като за да затруднят атаката на латините, българите изкопават ями (т. нар. „вълчи ями“), които да представляват препятствия за движението и бойния строй на тежката рицарска конница. В засада Калоян поставя пехотата, а в резерв – тежката конница, която да се включи в боя в случай, че пехотата започне да отстъпва. Леката куманска конница получава задача да подведе рицарите към мястото на засадата.
Същата вечер император Балдуин свиква военен съвет с участието на бароните и водачите на Четвъртия кръстоносен поход. Съветът решава при нова атака да не се преследват куманите, а да се построят латинските войски в боен ред пред лагера.

### Решително сражение (четвъртък, 14 април 1205 г.)
В четвъртъка след католическия Великден, 14 април 1205 г., по време на тържествената меса отряд лека куманска конница напада стремително рицарския лагер със стрели и силни викове и завързва сражение. Вбесените от това светотатство рицари грабват оръжието, качват се на конете си и започват да се построяват за битка. Противно на взетото от военния съвет решение, отрядът на граф Луи дьо Блоа не изчаква останалите, излиза от лагера и се впуска в преследване на по-бързата от рицарите куманска конница. Така отрядът му, а след това и цялата рицарска армия, попадат в поставения капан. Леката куманска конница дори на няколко пъти спира, изчаквайки приближаването на рицарите, започва мним бой и пак се оттегля. Това продължава, докато достигат мястото на засадата, което е устроено в дол сред хълмиста местност. Минавайки покрай подготвените ями, куманите се обръщат към преследващите ги рицари, уж готови за бой. Когато тежката рицарска конница ги атакува в характерния за рицарите боен строй и галопиращ щурм, много от конете падат в ямите заедно с рицарите. Това спира атаката и внася смут сред латините. През това време поставената в засада българска пехота излиза от укритията си и обкръжава рицарите. Когато Балдуин пристига с останалите си 200 рицари, вече е твърде късно. Опитите му да пробие обръча на обкръжението и да се притече на помощ на граф дьо Блоа остават напразни.
Въпреки всичко, сражението е тежко и продължава до късно вечерта. Немалка част от рицарската армия е унищожена. Отрядът на Балдуин е напълно разгромен, а императорът им – пленен и отведен в Търново. Все пак основната част от кръстоносната армия остава незасегната и боеспособна, което проличава във втория етап на сражението. Нанесен е чувствителен удар на младата (току-що създадена) Латинска империя.

### Втори етап на битката
След като оцелелите от засадата достигат лагера на кръстоносците, вдигат тревога. Основната част от кръстоносната армия се намира в лагера и Жофруа дьо Вилардуен и Манасие дьо Лил извеждат армията и я построяват в боен ред пред лагера. Българите се приближават, пускат „един облак стрели“, както съобщава Вилардуен и се връщат обратно без да атакуват. Кръстоносците се оттеглят към Цариград. Очевидно след разгрома на отряда на Балдуин основната част от латинската армия остава запазена и боеспособна. Тежката битка, която Калоян води с отряда на Балдуин му подсказва, че влизането в сражение с подготвена и построена в боен ред кръстоносна армия е рисковано, затова той се оттегля и не прави опит да преследва кръстоносците. Вероятно загубите в българската армия също са били значителни.

## Значение

### Загуби
Латинската империя и авантюрата на Четвъртия кръстоносен поход претърпяват значителни загуби. Пленен е император Балдуин, а в битката падат граф Луи дьо Блоа, епископ Петер от Витлеем, Стефан дьо Перш, Рено дьо Монмирай, Матей дьо Валинкур, Робер дьо Ронсоа, Жан дьо Фрез, Валтер дьо Нйойи, Фери дьо Йеррес, Жан дьо Йеррес, Юстас дьо Юмонт, Жан дьо Юмонт, Болдуин дьо Нйойи, съгласно списъка на хрониста Вилардуен.

### Последици
Обсадата на Адрианопол е снета от латинските войски, които отстъпват чак до Константинопол. Латинската империя губи значителни позиции в Източна Тракия за сметка на въстаналите ромеи и на нахлулия в Тракия цар Калоян. Кръстоносните войски претърпяват тежки загуби, те се озовават разпокъсани и разединени от отрядите в Салоника и Станимака. Но империята има своя шанс – Балдуин е заместен на трона от своя брат Анри, който се проявява като талантлив пълководец и държавник и след смъртта на Калоян нанася на българите няколко чувствителни поражения, сключвайки мир след брака си с дъщерята на Калоян.

### Анализи
Много историци – византолози и медиевисти, през годините правят опити синтезирано да изразят значението на победата на българите и куманите над латинската рицарска армия. Тази знаменита българска победа намира широк отглас в средновековните държави и до днешно време не спират научните и професионални коментари на битката при Адрианопол. Значимостта на победата е продиктувана от разбуления мит за непобедимата рицарска армия, която само година преди сражението превзема столицата на Византийската империя – Константинопол. Синтезиран израз на събитията от 14 април 1205 година успешно илюстрират последвалите исторически събития и тяхната значимост. Немският византолог Хайнрих Гелцер се изразява, че „...на този страшен ден (14 април 1205) е приключило франкското господство в Романия“. „Участта на Латинската империя в Константинопол за определено време била изцяло в ръцете на българския цар (Калоян)“, счита Фьодор Успенски.
Победата на българите над смятаната дотогава за непобедима западноевропейска рицарска войска е впечатляващо събитие за тогавашния свят. Вестта за разгрома на рицарите се разнася бързо в цяла Европа. Само една година след нейното създаване на Латинската империя е нанесен тежък удар, който поставя началото на нейния край, който настъпва 56 години по-късно. Балканските земи са спасени от по-нататъшно латинско завладяване. В същото време успехът при Адрианопол води до окончателното укрепване на Второто българско царство, което е главна заслуга на цар Калоян като владетел. България се утвърждава като авторитетна политическа и военна сила в Югоизточна Европа.